# 売野機子
売野 機子（うりの きこ、1985年9月9日 - ）は、日本の漫画家。女性。東京都出身。乙女座、O型。

## 来歴
2009年10月発売の「楽園 Le Paradis」（白泉社）にて『薔薇だって書けるよ』『日曜日に自殺』（同時掲載）でデビュー。
2025年マンガ大賞にて、『ありす、宇宙までも』で大賞受賞。

## 作品リスト

### 漫画作品
- 『薔薇だって書けるよ―売野機子作品集』 白泉社、2010年3月26日発売[2]、ISBN 978-4-592-71022-6
- 『ロンリープラネット』講談社〈KCデラックス〉、2011年11月30日発売[3]、ISBN 978-4-06-376157-3
- 『同窓生代行―売野機子作品集2』 白泉社、2011年11月30日発売[4]、ISBN 978-4-592-71036-3
- 『しあわせになりたい―売野機子作品集3』 白泉社、2013年7月31日発売[5]、ISBN 978-4-592-71057-8
- 『MAMA』 新潮社〈バンチコミックス〉全6巻（『月刊コミック@バンチ』連載）
  1. 2013年3月9日発売[6]、ISBN 978-4-10-771697-2
  2. 2013年8月9日発売[7]、ISBN 978-4-10-771715-3
  3. 2014年3月8日発売[8]、ISBN 978-4-10-771740-5
  4. 2014年10月9日発売[9]、ISBN 978-4-10-771778-8
  5. 2015年4月9日発売[10]、ISBN 978-4-10-771812-9
  6. 2015年12月9日発売[11]、ISBN 978-4-10-771860-0
- 『かんぺきな街』 新書館〈ウィングスコミックス〉、2016年3月25日発売[12]、ISBN 978-4-403-62214-4
- 『クリスマスプレゼントなんていらない』幻冬舎コミックス〈バーズコミックス〉、2016年12月24日発売[13]、ISBN 978-4-344-83861-1
- 『売野機子のハート・ビート』 祥伝社〈FC swing〉、2017年1月7日発売[14]、ISBN 978-4-396-76696-2
- 『ルポルタージュ』 幻冬舎コミックス〈バーズコミックス〉全3巻（『月刊バーズ』 2017年4月号 - 12月号）
  1. 2017年6月24日発売[15]、ISBN 978-4-344-84004-1
  2. 2017年8月24日発売[16]、ISBN 978-4-344-84035-5
  3. 2017年11月24日発売[17]、ISBN 978-4-344-84101-7
- 『ルポルタージュ‐追悼記事』 講談社〈モーニングKC〉全3巻（『月刊モーニングtwo』 2018年6月号 - 2019年10月号）
  1. 2018年10月23日発売[18]、ISBN 978-4-06-513103-9
  2. 2019年3月22日発売[19]、ISBN 978-4-06-514748-1
  3. 2019年3月22日発売[20]、ISBN 978-4-06-517051-9
- 『売野機子短篇劇場』 KADDOKAWA〈ビームコミックス〉、2020年9月12日発売[21]、ISBN 978-4-04-736248-2
- 『君に会いたい』新潮社〈バンチコミックス〉既刊2巻（『くらげバンチ』 2021年6月8日[22] - ）
  1. 2022年1月8日発売[23]、ISBN 978-4-10-772456-4
  2. 2023年3月9日発売[24]、ISBN 978-4-10-772574-5
- 『インターネット・ラヴ!』 祥伝社〈On blue comics〉、2023年10月5日初版発行、ISBN 978-4-396-78572-7（『on BLUE』 vol.62[25] - ） - シリーズ連載[25]。
- 『ありす、宇宙までも』 小学館〈ビッグコミックス〉既刊4巻（『ビッグコミックスピリッツ』 2024年27号[26] - 連載中）

### その他
- 映画『リトル・ガール』イラストとコメント寄稿（2021年10月[27]）

## 出演・イベント
- 『君に会いたい』1巻刊行記念 売野機子トークイベント（2022年1月29日予定[28]、東京都青山ブックセンター本店）
- 『君に会いたい』1巻刊行記念 売野機子原画展（2022年1月26日 - 2月8日予定[28]、東京都青山ブックセンター本店）